# Nučničky
Nučničky je vesnice, část obce Travčice v okrese Litoměřice. Nachází se asi 2 km na východ od Travčic. V roce 2009 zde bylo evidováno 57 adres. Trvale zde žije 83 obyvatel.
Nučničky je také název katastrálního území o rozloze 4,26 km².

## Historie

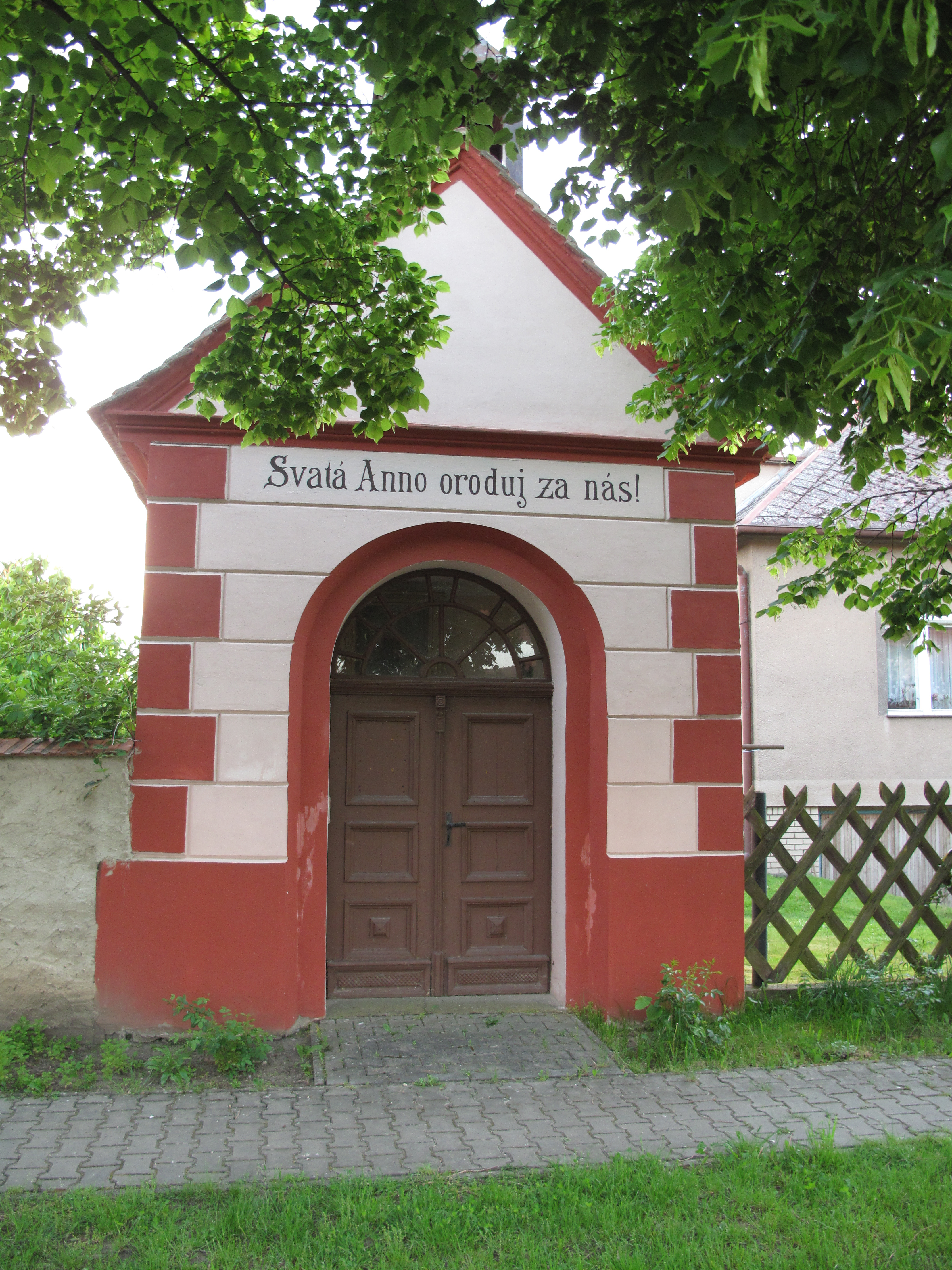
Kaple sv. Anny

Nejstarší písemná zmínka pochází z roku 1057. Podle archeologických nálezů existovalo v dané lokalitě osídlení již v polovině 1. tisíciletí n. l.
Obec měla převážně zemědělský charakter, někteří obyvatelé se živili jako rybáři a voraři. První živnosti zde vznikaly koncem 17. století, historie prvního ze zdejších hostinců se datuje od roku 1696. Majitelé zemědělských pozemků pěstovali obilí, zeleninu a ovoce, od poslední čtvrtiny 19. století také cukrovku, chmel a okurky.Od roku 1885 byla ve vsi v provozu kovárna, v roce 1895 byl otevřen obchod se smíšeným zbožím a v roce 1897 druhý hostinec. V roce 1887 byla v Nučničkách postavena kaple sv. Anny.
V roce 1920 bylo v Nučničkách evidováno kolem 300 obyvatel, později však došlo k poklesu jejich počtu. Po okupaci v roce 1938 byly Nučničky součástí Protektorátu Čechy a Morava, zatímco území na protějším břehu Labe již náleželo k Německé říši.
Během staletí byla ves, ležící na levém břehu Labe, vícekrát postižena povodněmi. V důsledku katastrofální povodně z roku 2002 muselo být ve vsi strženo pět domů.

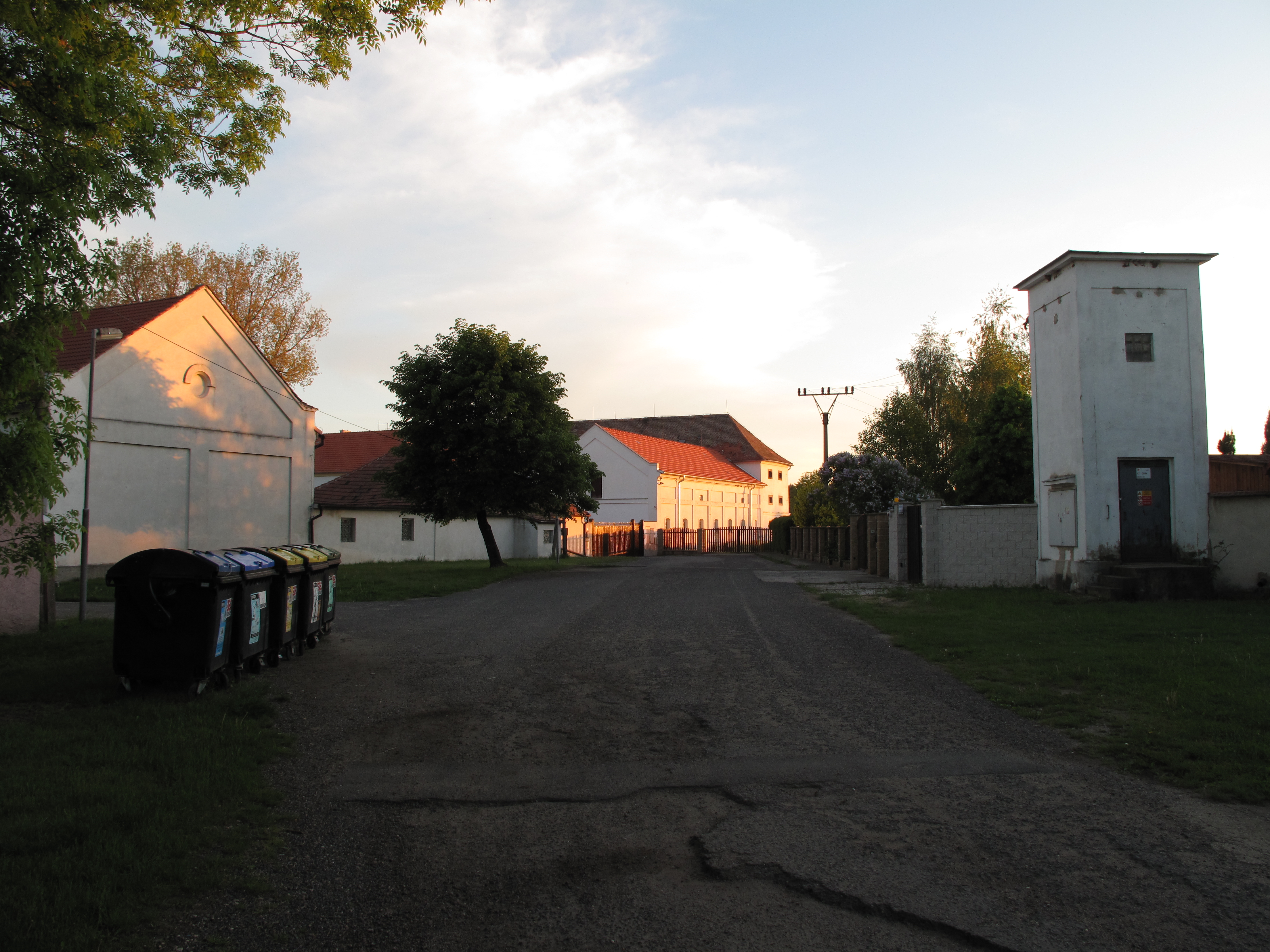
Zemědělské hospodářství

## Obyvatelstvo
|           | 1869 | 1880 | 1890 | 1900 | 1910 | 1921 | 1930 | 1950 | 1961 | 1970 | 1980 | 1991 | 2001 | 2011 |
| --------- | ---- | ---- | ---- | ---- | ---- | ---- | ---- | ---- | ---- | ---- | ---- | ---- | ---- | ---- |
| Obyvatelé | 197  | 197  | 242  | 215  | 240  | 188  | 227  | 167  | 148  | 153  | 105  | 84   | 77   | 78   |
| Domy      | 29   | 31   | 34   | 38   | 38   | 36   | 44   | 49   | 52   | 52   | 36   | 52   | 53   | 52   |

## Doprava
Do Nučniček zajíždějí autobusy na lince č. 683 Litoměřice – Terezín – Roudnice nad Labem – Horní Beřkovice. Železnice poblíž vesnice nevede, železniční trať Praha – Děčín se zastávkami Hrobce, Oleško a Hrdly je vzdálená zhruba 4 km vzdušnou čarou směrem na jih, trať Lysá nad Labem – Ústí nad Labem se nachází na pravém břehu Labe. Od jara do podzimu spojuje Nučničky s protilehlou vesnicí Nučnice přívoz.

## Těžba štěrkopísku
Na katastrálním území Nučniček a sousedních Travčic je provozována rozsáhlá těžba štěrkopísků.